# Mark Rivera
Mark Rivera (Brooklyn, Estados Unidos, 24 de mayo de 1952) es un músico y director musical estadounidense conocido principalmente por su trabajo con Billy Joel. Además de tocar el saxofón como instrumento principal, Rivera también toca la guitarra, instrumentos de percusión y los teclados.

## Biografía
Mark Rivera nación en Brooklyn, Estados Unidos y acudió a la Fiorello H. LaGuardia High School of Music & Art and Performing Arts en Manhattan. La primera exposición nacional de Rivera llegó con la banda Tycoon a mediados de la década de 1970. Poco después conoció al productor Robert John "Mutt" Lange. Lange, asociado a Mick Jones y Lou Gramm de la banda Foreigner, introdujo a Rivera en las "grandes ligas" de la música rock.
Con los años, Rivera trabajó con una amplia variedad de artistas, incluyendo Hall & Oates, Tycoon, Peter Gabriel en su álbum So, Simon & Garfunkel, John Lennon, Billy Ocean y el guitarrista de Eagles Joe Walsh. Desde 1982, ha trabajado con Billy Joel, reemplazando a Richie Cannata.
En 1995, Rivera se unió a Ringo Starr & His All-Starr Band, con quien continuó trabajando durante más giras. Tanto con Ringo Starr como con Joel, Rivera ha desarrollado una carrera de director musical. También ha desarrollado una creciente carrera en la promoción y producción con empresas de entretenimiento y eventos relacionados. Su compañía, The Mark Rivera Entertainment Group, ha producido eventos para  HBO, IBM, Merrill Lynch, AT&T, Coldwell Banker, The China Club, Northwest Airlines, Oakwood Corporate Housing, y otras asociaciones comerciales, eventos de caridad y grupos educativos nacionales e internacionales.
En 2014, publicó Common Bond, su primer disco en solitario.

## Discografía
- 2014: Common Bond